# 离亭宴
离亭宴，一作離亭燕，词牌名。調為北宋张先所創，因詞中有「随处是离亭别宴」句而得名。
張先所作詞體為雙調七十七字，前後段各六句，五仄韻。另有一體，雙調七十二字，上下闕各六句，四仄韻。

## 词牌格式
註：
平表示平聲，
仄表示仄聲，
仄表示本仄可平，
平表示本平可仄，粗體表示韻腳。

### 格式一
雙調七十七字，上下闕各六句，五仄韻。

仄平平仄仄。平仄仄、平平仄仄。平仄平平平仄仄。仄仄仄、仄平平仄。仄仄仄平平仄，平仄仄平平仄。
平仄平平仄仄。仄仄仄、平平仄仄。平仄平平平仄仄。平仄仄、平平仄仄。仄仄仄平平仄，仄仄平平平仄。

例词
- 張先

捧黃封詔卷。隨處是、離亭別宴。紅翠成輪歌未遍。早已恨、野橋風便。此去濟南非久。惟有鳳池鸞殿。
三月花飛幾片。又減卻、芳菲過半。千里恩深雲海淺。民愛比、春流不斷。更上玉樓西望。雁與征帆俱遠。

### 格式二
雙調七十二字，上下闕各六句，四仄韻。上闕起首两句，只需协韵，不必对偶；下闋句法概与前阕相同，起首二句需用对偶。

仄仄平平平仄，平仄仄平平仄。仄仄仄平平仄仄，仄仄仄平平仄。仄仄仄平平，仄仄平平平仄。
平仄仄平平仄，平仄仄平平仄。平仄仄平平仄仄，仄仄平平平仄。仄仄仄平平，仄仄平平平仄。

例词
- 張昇

一帶江山如畫。風物向秋瀟灑。水浸碧天何處斷。翠色冷光相射。蓼岸荻花洲。隱映竹籬茅舍。
天際客帆高掛。門外酒旗低亞。多少六朝興廢事。盡入漁樵閒話。悵望倚危欄。紅日無言西下。